# Раса X
Раса Х (англ. Race X, произн. «Ра́са Икс») — вымышленные существа из вселенной компьютерных игр серии Half-Life. Раса X представлена разными видами существ, которые появляются в игре Half-Life: Opposing Force — дополнении к оригинальной игре Half-Life, разработанном компанией Gearbox Software в 1999 году. Основной разработчик серии Half-Life, Valve, характеризует сюжетную линию с Расой X исключительно как идею Gearbox, поэтому данные существа не рассматриваются на появление в других играх серии и присутствуют только в Opposing Force. Намерения Расы Х неизвестны, а её представители играют на протяжении игры враждебную по отношению к протагонисту роль.
Существа Расы X являются одними из основных противников в Half-Life: Opposing Force. Во время игровых сражений они демонстрируют умения работать в команде и некоторую слаженность действий. В особенности это просматривается во время стычек Расы X и Чёрных оперативников, неоднократно происходящих по ходу игры. Игровой искусственный интеллект существ основан на интеллекте противников из оригинальной Half-Life и адаптирован с учётом игровой специфики.

## Виды

### Пещерный трутень
Пещерные трутни (англ. Pit Drone) — это первый вид Расы Х, с которым предстоит столкнуться игроку в битве; их раннее появление происходит в главе 4 «Missing in Action».
Пещерные трутни — небольшие двуногие горбатые существа с желтоватой кожей, покрытой розовыми пятнами, и маленькой головой с острым позвоночником. Вокруг рта имеются щупальца, схожие со щупальцами шоковых солдат. Трутни вооружены длинными, напоминающими косы когтями. Быстрые и довольно умные, они обычно передвигаются группами по три-шесть особей, могут заходить по флангам и окружать жертву. У них очень высокая скорость, они с лёгкостью могут догнать игрока. Пещерные трутни используют два вида атаки: мощные удары когтями с близкого расстояния и выпускание из головы шипов, поражающих удалённые цели (шипы имеют не все трутни, встречающиеся в игре).

### Шоковый солдат
Шоковые солдаты (англ. Shock Trooper) — самые умные и опасные из пришельцев Расы Х. Они представляют собой гуманоидов с четырьмя руками, телосложением похожих на других инопланетян вселенной Half-Life — вортигонтов, но имеющих множество отличий от них. Тела шоковых солдат покрыты пластиноподобными секциями. Их кожа имеет уникальный для существ игрового мира бледно-зелёный цвет с характерными пятнами, как у пещерного трутня. Вокруг ротового отверстия имеются щупальца. Спина покрыта огромными шипами, а позвоночник заканчивается хвостовым отделом. Существа имеют один глаз и два регулярно моргающих века, вызывающих сходство с пещерным червём.
Их основное оружие — шоковый таракан (англ. Shock Roach) — представляет собой живое создание, подобно ручным ульям, которыми вооружены пехотинцы из Зена. Шоковый таракан стреляет электрическими разрядами, непрерывно перезаряжаясь. Оружие не может долго существовать без хозяина: после смерти носителя у него есть всего 10 секунд, чтобы найти новое тело, и если рядом будет игрок, то шоковый таракан в качестве оружия перейдёт к нему. Если игрок уже обладает таким оружием, то шоковый таракан будет атаковать его, пока не погибнет. В многопользовательском режиме он располагается на локациях как обычное оружие и не подаёт признаков активности.
Для атаки удалённых или укрывшихся противников шоковые солдаты используют «гранаты» в виде спор, которые после броска могут некоторое время рикошетить от препятствий, пока не попадут во врага. Такими же спорами способен выстреливать изо рта спорометатель (англ. Spore Launcher), являющийся ранней формой развития шокового солдата, в связи с чем игрок в Opposing Force также использует его как живое оружие.
Шоковые солдаты обычно передвигаются небольшими группами вместе с другими пришельцами Расы Х. Они также обладают вербальной формой общения, произнося некие электроподобные звуки. Игрок может научиться распознавать фразы шокового солдата, понимая, что именно они хотят сейчас сделать. В архивах игры, в файле «hltempmodel.txt», есть ономатопея всех произносимых солдатом звуков, составленная по английской транскрипции. Там же приведён список фраз, составленных из этих звуков, и их расшифровка.
Шоковые солдаты владеют способностью телепортации, позволяющей им неожиданно появляться на поле боя. В игре также видно, что они контролируют телепортацию пещерных трутней и волтигоров. Примечательным сюжетным моментом в Opposing Force является первое, не боевое столкновение игрока с шоковым солдатом в главе 3 «„We Are Pulling Out“», когда пришелец проникает в одно из помещений Чёрной Мезы, убивает там охранника и хватает своими большими руками учёного, телепортируясь вместе с ним в неизвестном направлении.

### Волтигор
Волтигоры (англ. Voltigore) — большие существа Расы X, впервые встречающиеся в главе 8 «Vicarious Reality». Волтигор имеет шесть конечностей с огромными похожими на косы когтями. На спине имеются фиолетовые полосы, похожие на те, что имеют хаундаи. Есть некоторое сходство в строении волтигора и стражей муравьиных львов из Half-Life 2. Волтигоры очень агрессивны и используют два вида атаки: метание лиловых энергетических зарядов, наносящих огромный урон человеку (что роднит данное существо с вортигонтами), и удары массивными когтями, используемые на близких расстояниях. В момент смерти волтигор разрывается на части энергией, причиняя урон всем, кто находится рядом.
В главе 10 «Foxtrot Uniform» Opposing Force встречаются волтигоры-детёныши (англ. Baby Voltigore). Они очень малы и слабы по сравнению со взрослыми особями и не имеют энергетической атаки (можно увидеть, как они лишь развивают это умение), но с таким же рвением нападают на игрока. Детёныши волтигоров могут быть найдены только в тёмных гнездах в коллекторах и всегда охраняются взрослыми особями. В этих гнёздах можно встретить остатки скорлупы, что говорит о воспроизведении потомства яйцерождением.

### Пещерный червь
Пещерный червь (англ. Pit Worm) — это опасное, похожее на гусеницу существо, встречающееся в области обработки сточных вод на нижних уровнях Чёрной Мезы в качестве босса главы 9 «Pit Worm’s Nest». Его роль в игровом процессе близка к роли тентаклов, преграждающих игроку путь по исследовательскому центру в оригинальной Half-Life в главе «Blast Pit».
Червь издает резкие звуки, напоминающие крики чаек. Сегментированное тело держит голову с единственным глазом. Этот глаз — основное оружие червя, способное стрелять зелёным сжигающим лучом. На коротких дистанциях червь атакует когтями. Если игрок выстрелит в глаз, червь будет вынужден прикрыть его и на короткое время потеряет возможность атаковать.
В игре червь неуязвим к оружию игрока. Чтобы уничтожить создание, необходимо обеспечить подачу кислоты в воду пещерного червя. Для этого активируется устройство управления насосом с условным обозначением «GEARBOX» и открывается клапан, подающий давление, с условным обозначением «VALVE» (названия соответствуют именам компаний-создателей Half-Life: Opposing Force — Gearbox Software и Valve Software).

### Геночервь
Геночервь (англ. Gene Worm) — огромный червеобразный пришелец, являющийся финальным боссом в Half-Life: Opposing Force в главе 12 «Worlds Collide». Эта форма жизни — эквивалент биологической фабрики управления ресурсами. Оно способно принимать любые земные ресурсы и перерабатывать их, делая пригодными для пришельцев. В случае успешности вторжения, планета Земля была бы изменена для нужд пришельцев, перейдя во власть Расы X. Геночервь появляется глубоко в подземельях индустриальной части Чёрной Мезы, где он выползает из огромного инопланетного портала. Адриана Шепарда, главного героя Opposing Force, посылает вниз к порталу охранник, говоря: «Некоторые твои приятели спустились вниз раньше, до тебя, и я их больше не видел».
Окрас геночервя составляют оттенки зелёного и жёлтого цветов. Оно похоже на червя со множеством щупалец, и клювоподобным выступом, делающим геночервя немного похожим на тентакла. Сверху создание прикрывает чёрный панцирь. Оно непрерывно издаёт низкие приглушённые звуки, напоминающие медвежье рычание. Геночервь атакует щупальцами, а также извергает чрезвычайно токсичный поток изо рта. Хотя у него имеются глаза, геночервь ориентируется, в основном, на слух. Например, если игрок ударит разводным ключом в одном конце помещения и на корточках перебежит в другое, то геночервь будет бить когтями именно в то место, откуда шёл звук. Снаружи он непробиваемый, и чтобы убить его, необходимо отстрелить оба его глаза из лазерных турелей. Это вызовет открытие живота с розовой сферой внутри. Игрок может успеть нанести некоторые повреждения, стреляя по сфере. После этого, сфера создаст портал с шоковым солдатом, живот геночервя закроется, а глаза восстановятся.
Среди неиспользуемых в игре файлов Half-Life: Opposing Force есть относящийся к геночервю звуковой файл «dsbossit». При проигрывании файла звучит плоский и неразборчивый монолог. Если прослушать его задом наперёд, то можно услышать фразу «To win the game you must kill me, Randy Pitchford» (с англ. — «Чтобы победить в игре, ты должен убить меня, Рэнди Питчфорда»). Эта фраза является отсылкой на монолог из игры Doom II, где фраза «To win the game you must kill me» так же задом наперёд звучит в битве с финальным боссом и отсылает к Джону Ромеро — геймдизайнеру Doom II. Рэнди Питчфорд, в свою очередь, является геймдизайнером Half-Life: Opposing Force.

### Спрайт

Спрайты перемещаются по коридорам Чёрной Мезы

Спрайты (англ. Sprite — «призрак», «дух») представляют собой небольшие светящиеся сущности, которые игрок наблюдает летающими по Чёрной Мезе на протяжении всей Half-Life: Opposing Force. Они безвредны для игрока, а игрок не может навредить им. Возможно, спрайты являются носителями энергии: в конце игры видно, что спрайты питают портал, через который на Землю прорывается геночервь, и после его уничтожения быстро вылетают обратно. В главе 10 «Foxtrot Uniform» на дамбе они также устремляются в портал, в который следом заходит G-Man. Источником спрайтов является розовая сфера, которую игрок видит в одной из локаций Зена в главе 6 «We Are Not Alone». Аналогичная сфера расположена в животе у геночервя. Спрайты часто встречаются игроку; наблюдая за их перемещением, он может найти путь, по которому ему следует двигаться дальше.
Следует отметить, что «спрайт» не является нарицательным именем: оно используется лишь для технического описания игрового объекта, а настоящее название этих таинственных сущностей остаётся неизвестным. В оригинальной Half-Life и в Half-Life: Blue Shift те же шейдеры, что изображают спрайта, используются в тренировочном курсе — чтобы подсветить объект, о котором в этот момент говорит инструктор. В Half-Life эти шейдеры также видно в главе «Anomalous Materials» во время каскадного резонанса. Судя по всему, в Gearbox Software просто использовали оригинальный шейдер для Opposing Force, превратив его в это неизвестное создание Расы X.

## Происхождение
Отношения между Расой X и пришельцами из мира Зен в точности неизвестны. На протяжении Half-Life: Opposing Force разумные инопланетяне Зена — вортигонты, пехотинцы, контроллеры — не встречаются с представителями Расы X. Среди фраз шоковых солдат есть одна, предполагающая их возможное враждебное отношение — этой фразой солдат предупреждает о близости противника из Зена, однако неизвестно, имеются ли здесь в виду все его обитатели. Примечательное столкновения двух рас происходит в главе 10 «Foxtrot Uniform», на дамбе: находящиеся там шоковые солдаты атакуют привязанного гаргантюа, а тот, даже освободившись от привязи, не открывает ответный огонь.
Ни в одной игре серии, за исключением Half-Life: Opposing Force, нет никаких упоминаний и намёков о Расе X. По словам сценариста игр Half-Life Марка Лэйдлоу из Valve, введение в игру Расы X было инициативой разработчика Opposing Force Gearbox Software, и данная цивилизация не будет использоваться в основной сюжетной линии игр вселенной Half-Life. Об этом он поведал в ответе на письмо одного из игроков:

Раса X была идеей Gearbox, и скорее всего эта идея получила бы развитие только в том случае, если бы Gearbox создала больше игр во вселенной Half-Life. Были решения в игровом процессе, с которыми они хотели поэкспериментировать, и их геймдизайнеры хотели ввести несколько новых монстров; Раса X являлась для них отличным способом сделать это. Вселенная оказалась достаточно большой, чтобы позволить воплотить это без противоречий с основным сюжетом. Помните, что прежде всего это — игры, и сюжет в них должен открывать и расширять возможности для занимательного геймплея (вместо того, чтобы мешать ему). Мы координировали с Gearbox работу над основными элементами истории, но оставили им много свободы, чтобы они могли придумывать и развивать всё, что необходимо им для своего проекта.
Оригинальный текст (англ.)Race X was Gearbox’s creation, and likely would only be continued if Gearbox were to do more episodes in the HL universe. There were gameplay modes they wanted to explore, and their designers wanted to make some new monsters; Race X was a great way for them to do this. The universe is expansive enough to allow this without conflicting with the core story. Remember, these are games first and foremost, and the story really is there to open up and extend (rather than shut down) possibilities for fun gameplay. We did coordinate overarching story elements with Gearbox, but left a lot of the details for them to explore and invent according to what worked for their design process.
— Марк Лэйдлоу
Позже Лэйдлоу высказал своё предположение о связи Расы X и мира Зен:

Что касается происхождения Расы X с Зена, то я вообще не уверен, что хоть один из пришельцев, которых мы видели, на самом деле имеет зеновские корни. Зен — это пограничный мир, через который вы должны пройти, чтобы переместиться в другие места. Он мог быть колонизирован определёнными существами, которые приспособились к нему. Существа Расы X не выглядят настолько хорошо приспособившимися к Зену. Я думаю, их дом находится где-то в другом месте.
Оригинальный текст (англ.)As for Race X being from Xen, I’m not sure any of the aliens we’ve seen were actually from xen originally. Xen is a borderworld — a place you have to go through to get to other places. It was colonized by certain creatures that could adapt to it. The Race X creatures didn’t seem particularly well adapted to Xen. I imagine their home lay somewhere beyond.
— Марк Лэйдлоу
В 2009 году дизайнер Gearbox Software Стивен Бал (англ. Stephen Bahl), которому принадлежит идея Расы X, в переписке с администратором вики-проекта Half-Life Wiki поделился дополнительными сведениями о её названии и её происхождении, которые немного расходятся с предположением Марка Лэйдлоу:

Мы хотели добавить несколько новых видов существ, не создавая путаницы с тем, что уже было закреплено Valve. Поскольку исследовательский центр Чёрная Меза проводил эксперименты с портальной технологией, есть смысл в том, что это могло открыть разлом и в другое измерение, не только в Зен, образовав проход для иных существ. Неизвестно, куда был открыт этот разлом, и название «X» подчёркивало эту неизвестность.
Оригинальный текст (англ.)We wanted to add some new creature variety without messing with what valve had already established. Since the black mesa facility was experimenting with portal technology, it made sense that a rift to different dimension other than xen could have opened up to let other creatures in. Not knowing where this rift was, the name “X” was used to define the unknown.
— Стивен Бал